# 膽大黨
《DAN DA DAN》是日本漫畫家龍幸伸創作的少年漫畫，於2021年4月6日起在集英社旗下的網上漫畫平台少年Jump+連載，每週二更新。臺灣《寶島少年EX》8月17日起每週二連載。
截至2023年12月，單行本發行量突破320萬冊。
2023年11月28日，宣佈獲改編為電視動畫，由Science SARU擔任動畫製作，於2024年10月3日起播出。

## 劇情概要
《膽大黨》的故事背景建立在智慧型手機普及的現代日本，講述相信幽靈存在、擁有靈能力的女高中生綾瀨桃（暱稱「小桃」）及其周遭的奇異經歷。戀愛無果的綾瀨桃與一名熱衷超自然話題的御宅族高倉健（後被小桃暱稱「厄卡倫」）偶然相識，由於厄卡倫相信外星人存在卻不相信幽靈，兩人為了證明各自觀點而互相打賭，小桃夜闖人稱「UFO聖地」的廢棄醫院，厄卡倫則夜闖著名的鬧鬼景點隧道。殊不知，厄卡倫撞見高速婆婆而受詛咒，而小桃則撞見以人類女性為目標的賽伯星人而險些被外星人綁架。因詛咒而遭到附體的厄卡倫，為了拯救小桃使用了高速婆婆的力量全力應戰，卻仍不敵外星人的念力，最後小桃自身的念力獲開竅才化險為夷，從此與厄卡倫牽扯進一連串跟超常現象有關的事件中。
高速婆婆篇（漫畫：第1-2卷（第1-8話），動畫：第1季（第1-4集））
為了幫助厄卡倫除去身上未完全脫離的詛咒，小桃與身為靈媒師的奶奶星子聯手，以「鬼抓人」的形式與高速婆婆速戰速決。
身手矯健長髮女篇（漫畫：第2-3卷（第9-17話），動畫：第1季（第5-7集））
歷經生死的小桃與厄卡倫成為朋友並互生情愫，落敗的高速婆婆寄宿在招財貓內，卻弄丟厄卡倫的兩顆「金球」，導致撿到其中一顆金球的少女白鳥愛羅被不明長髮妖怪盯上。
賽伯星人篇（漫畫：第3-4卷（第18-27話），動畫：第1季（第8-10集））
經歷長髮女事件的愛羅對救過自己的厄卡倫產生好感，因而跟小桃與厄卡倫形成三角關係，而三人被迫聯手對抗再度襲來的賽伯星人。
詛咒之屋篇（漫畫：第4-5卷（第28-50話），動畫：第1季（第11-12集）、第2季（第13-17集））
小桃的初戀兼青梅竹馬寺仁現身，委託小桃與厄卡倫一同到他遠在山區的詭異新居調查，查獲神秘妖怪與當地「大蛇傳說」的真相。
邪視篇（漫畫：第5-8卷（第51-62話），動畫：第2季）
隨著星子與先前認識的蝦蛄星人及時前來援助，小桃一行人得以封印住「邪視」，將其帶回後想辦法將其降服。
怪獸篇（漫畫：第8-9卷（第63-73話））
小桃與厄卡倫調查社區大樓中疑似出現的幽靈與金球，發現幽靈的真面目是一隻外表透明化的「怪獸」，引發一場巨大化對抗戰。
宇宙全球主義者篇（漫畫：第9-14卷（第74-120話））
前所未有的外宇宙強敵「全球主義者」突然現身，以壓倒性的力量重創身處各地的小桃一行人，迫使一行人努力修煉再戰、捍衛家園。
揹揹我妖篇（漫畫：第15卷（第121-128話））
厄卡倫獲知另一顆金球是被班長佐脇凛撿到後交到派出所，但還沒來得及去找回，他必須與小桃和星子先幫忙處理糾纏著凜不放的妖怪「揹揹我妖」。
咒行李篇（漫畫：第15-19卷（第129-165話））
失蹤的金球被連雀高中的頭間雲兒取走，小桃與厄卡倫於是來到大量不良學生聚集的連雀高中詢問其下落，獲知頭間身在一個疑似是咒物的微型桌遊世界中。
阿修螺篇（漫畫：第20卷-至今（第166話-至今））
僥倖逃出咒行李的小桃受詛咒影響導致身體縮小、一時無法恢復原狀，而校內一名能控制「小人」的女學生雪白幸姬持「小刀」襲擊小桃，藉以奪取其能力。

## 登場角色
綾瀨桃（聲：若山詩音（日本）；何凱怡（香港）；刘菁霞（中國大陸）；曾允凡（台灣））
出生於靈媒師家庭的辣妹高中生，暱稱「小桃」，自信、膽大、頑強的超能力少女，就讀於神越高中二年B班。擁有與生俱來的念力，能以「手」的形態掌握人、妖怪、與物體的氣場並自由移動。
高倉健（聲：花江夏樹（日本）；杜景煜（香港）；张桐铭／张沛〈变身〉（中國大陸）；喬資淯（台灣））
超自然御宅族，以「鄙人」為第一人稱，就讀於神越高中二年C班。與小桃喜歡的演員高倉健同名且語氣相似，因為熱衷神秘學事物（Occult）而被小桃稱作「厄卡倫」。
綾瀨星子（聲：水樹奈奈（日本）；王慧珠（香港）；穆雪婷（中國大陸）；傅其慧（台灣））
小桃的奶奶兼撫養者，實力強大的靈媒師，人稱「多多利亞三太」，年輕的外表與實際年齡不符，會給小桃一行人提供有用的建議。即使經過親眼所見，也始終不相信外星人存在。
白鳥愛羅（聲：佐倉綾音（日本）；石梓晴（香港）；蔡书瑾（中國大陸）；穆宣名（台灣））
神越高中二年D班的人氣美少女，長著一頭粉髮以及可愛的外表。母親早逝、被父親獨自養大，有些自命不凡，但本性善良，堅信自己是被上天選中的人，後來得到妖怪「身手矯健長髮女」的氣與能力。
圓城仁（聲：石川界人／小市真琴【小學時期】（日本）；譚禹晉（香港）；徐翔（中國大陸）；賴緯（台灣））
小桃的初戀兼青梅竹馬，暱稱「寺仁」，身高體壯、熱愛運動的賣萌男。個性單純、英俊帥氣、卻也略為輕浮。擁有與生俱來「天才」般的靈能力與健全的身體，因此成為妖怪「邪視」的容器。
坂田金太
神越高中二年C班學生，厄卡倫的同班生，模型玩具御宅族，特徵是身材肥大、中分短髮、寬下巴。儘管沒有長處但責任感十足，加上他對模型拼裝的豐富想象力，成為一行人中與外星技術「奈米裝甲」契合最好的人。
巴莫拉
蘇美少女，也是族群中唯一倖存的小孩，總是穿著怪獸外形的保護衣，能藉由保護衣的科技使用諸如光學迷彩以及變化身型的能力。起先不熟悉地球的生活和語言，經由小桃等人引導逐漸適應人類社會。
佐脇凛
神越高中二年C班班長，平時很嚴肅、內向，看似畏畏縮縮，其實能歌善舞、勇氣十足，對有型的吸血鬼卻有一種嚮往。即使有成為偶像的才能，但夢想成為輕小說家，後來能透過歌唱使用妖怪「揹揹我妖」的重力操控能力。
頭間雲兒
連雀高中一年D班老大，也是「連雀團地」不良團夥的頭目，看似品行不良，卻富有善心、驍勇善戰，必要時會捨己為人。能使用妖怪「雨傘男孩」的能力，由於自身成長經歷坎坷，選擇用能力保護重要之人。
雪白幸姬
神越高中一年E班的憂鬱少女，擅長彈鋼琴、擁有絕對音感的音樂神童，因為一次落敗的挫折而選擇半途而廢，導致很長一段時間變得沒有存在感。後來得到操控「小人」的能力，讓她重新進入眾人視野。

## 創作、出版
2021年4月5日，集英社官方預告由龍幸伸創作的《膽大黨》將於翌日在少年Jump+開始連載。龍幸伸在這之前，其單篇漫畫作品《山田危機一發》（山田キキ一発）在2019年4月27日於少年Jump+上刊載。本作亦以特別單篇的形式刊載於2021年10月4日發售的《週刊少年Jump》第44號。
作者龍幸伸在連載本作前，曾任《炎拳》及《鏈鋸人》的作者藤本樹和《地獄樂》的作者賀來友治的助手。賀來友治稱龍幸伸是他認識的人裏面，綜合繪畫能力最好的人。藤本和賀來在本作連載至第2話時，為本作繪畫了加油插圖。包括《膽大黨》龍幸伸在內，上述3名漫畫家4部連載作品的負責編輯都是林士平。
龍幸伸25歲時在《月刊少年Magazine》上連載他的首部連載作品《正義的祿號》（正義の禄号），不足一年就遭到腰斬。兩年後開始連載的《FIRE BALL!》也在一年半後就完結。他在結束跟講談社的合作後，尋找可以接收自己作品的月刊雜誌時，有打電話去《Jump Square》，當時派給他的負責編輯就是林士平。龍幸伸有兩篇單篇作品於2015年在《Jump Square》上刊載。之後林士平從《Jump Square》調至少年Jump+。這段期間龍幸伸一直爭取在本誌《週刊少年Jump》上連載，在當漫畫家助手的同時，不斷提交連載用分鏡稿，但都無功而回。
龍幸伸在心灰意冷之際，在2019年年末一次跟藤本樹團隊（包括多名助手、編輯林士平）飲酒聚會時，跟林士平說「我不能畫了」。林士平給了他「甚麼都不要想，試試看自由地繪畫吧」的意見。龍幸伸在聽過這番話之後，抱着「像是復健之類」的心態，不創作印象板（イメージボード），也不起大綱，「僅憑氣勢」創作了《膽大黨》第1話的分鏡稿。他在翻看自己的筆記時看到之前寫的「《貞子vs伽椰子》真有趣」，因而決定以神秘學為主題。為了讓作品帶有更歡樂的氣氛，他決定除了幽靈之外，也加入外星人等神秘學主題。故事中男主角高倉健能變身成高速婆婆跟敵人戰鬥的設定，也是源自於《貞子vs伽椰子》中「怪物就是要以怪物來對付」的對白。
《膽大黨》在2020年1月提交至少年Jump+的連載會議，並順利通過。這是他第一部提交至少年Jump+的作品。在定下連載後，當時《鏈鋸人》和《地獄樂》兩部作品都進入「看得見結局」的階段。龍幸伸想好好地完成《鏈鋸人》和《地獄樂》的助手工作後，才開始自己的連載。在這段時間裏，他慢慢地完成第1－3話的原稿，也很認真地創作第4話的分鏡稿。跟創作第1話時不同，他在創作第2話時，寫了很長的故事概要。

## 出版書籍
| 卷數 | 集英社        | 集英社                 | 玉皇朝                               | 玉皇朝                                                  | 東立出版社                    | 東立出版社                                                  | 封面人物                     |
| 卷數 | 發售日期      | ISBN                   | 發售日期                             | ISBN                                                    | 發售日期                      | ISBN                                                        | 封面人物                     |
| ---- | ------------- | ---------------------- | ------------------------------------ | ------------------------------------------------------- | ----------------------------- | ----------------------------------------------------------- | ---------------------------- |
| 1    | 2021年8月4日  | ISBN 978-4-08-882599-1 | 2022年1月22日 2024年12月19日（再版） | ISBN 978-988-8783-26-7                                  | 2022年6月2日 2022年6月9日     | ISBN 978-957-26-9261-5（首刷限定版） ISBN 978-957-26-9148-9 | 綾瀨桃、高倉健               |
| 2    | 2021年10月4日 | ISBN 978-4-08-882804-6 | 2022年3月12日 2024年12月19日（再版） | ISBN 978-988-8783-27-4                                  | 2022年11月7日 2022年11月14日  | ISBN 978-626-347-256-3（首刷限定版） ISBN 978-957-26-9149-6 | 綾瀨桃、高倉健               |
| 3    | 2021年12月3日 | ISBN 978-4-08-882854-1 | 2022年5月28日                        | ISBN 978-988-8783-84-7                                  | 2022年12月8日                 | ISBN 978-957-26-9150-2                                      | 白鳥愛羅、高倉健             |
| 4    | 2022年3月4日  | ISBN 978-4-08-883046-9 | 2022年7月27日                        | ISBN 978-988-8783-98-4                                  | 2023年2月16日 2023年2月23日   | ISBN 978-626-347-626-4（首刷限定版） ISBN 978-957-26-9151-9 | 綾瀨星子、白鳥愛羅           |
| 5    | 2022年5月2日  | ISBN 978-4-08-883103-9 | 2022年8月12日                        | ISBN 978-988-8821-01-3                                  | 2023年3月16日 2023年3月23日   | ISBN 978-626-347-627-1（首刷限定版） ISBN 978-957-26-9497-8 | 圓城寺仁、綾瀨星子           |
| 6    | 2022年8月4日  | ISBN 978-4-08-883208-1 | 2022年10月5日                        | ISBN 978-988-8821-26-6                                  | 2023年4月14日 2023年4月21日   | ISBN 978-626-347-628-8（首刷限定版） ISBN 978-626-347-215-0 | 高倉健、圓城寺仁             |
| 7    | 2022年10月4日 | ISBN 978-4-08-883270-8 | 2022年11月30日                       | ISBN 978-988-8821-53-2                                  | 2023年5月15日 2023年5月22日   | ISBN 978-626-360-202-1（首刷限定版） ISBN 978-626-347-477-2 | 白鳥愛羅、高倉健             |
| 8    | 2023年1月4日  | ISBN 978-4-08-883370-5 | 2023年3月11日                        | ISBN 978-988-8821-92-1                                  | 2023年6月19日 2023年6月26日   | ISBN 978-626-360-204-5（首刷限定版） ISBN 978-626-360-203-8 | 綾瀨桃、白鳥愛羅             |
| 9    | 2023年3月3日  | ISBN 978-4-08-883414-6 | 2023年6月3日                         | ISBN 978-988-8841-10-3                                  | 2023年9月1日 2023年9月8日     | ISBN 978-626-372-260-6（首刷限定版） ISBN 978-626-360-637-1 | 坂田金太、綾瀨桃             |
| 10   | 2023年5月2日  | ISBN 978-4-08-883503-7 | 2023年7月28日                        | ISBN 978-988-8841-29-5                                  | 2023年10月2日                 | ISBN 978-626-372-261-3（首刷限定版） ISBN 978-626-372-093-0 | 巴莫拉、坂田金太             |
| 11   | 2023年8月4日  | ISBN 978-4-08-883599-0 | 2023年10月9日                        | ISBN 978-988-8841-64-6                                  | 2024年1月5日 2024年1月12日    | ISBN 978-626-372-985-8（首刷限定版） ISBN 978-626-372-824-0 | 圓城寺仁、巴莫拉             |
| 12   | 2023年12月4日 | ISBN 978-4-08-883726-0 | 2024年2月27日                        | ISBN 978-988-8873-47-0                                  | 2024年4月1日                  | ISBN 978-626-372-986-5（首刷限定版） ISBN 978-626-372-984-1 | 綾瀨星子、高速婆婆、圓城寺仁 |
| 13   | 2024年1月4日  | ISBN 978-4-08-883841-0 | 2024年4月3日                         | ISBN 978-988-8873-47-0                                  | 2024年6月3日 2024年6月7日     | ISBN 978-626-02-1378-7（首刷限定版） ISBN 978-626-02-1034-2 | 高倉健、綾瀨星子             |
| 14   | 2024年4月4日  | ISBN 978-4-08-883897-7 | 2024年6月6日                         | ISBN 978-988-8873-98-2                                  | 2024年9月20日 2024年9月27日   | ISBN 978-626-02-2338-0（首刷限定版） ISBN 978-626-02-1644-3 | 綾瀨桃、高倉健               |
| 15   | 2024年7月4日  | ISBN 978-4-08-884054-3 | 2024年8月23日                        | ISBN 978-988-8886-48-7                                  | 2024年11月15日 2024年11月22日 | ISBN 978-626-02-2845-3（首刷限定版） ISBN 978-626-02-2605-3 | 聖日爾曼伯爵                 |
| 16   | 2024年10月4日 | ISBN 978-4-08-884227-1 | 2025年1月4日                         | ISBN 978-988-8908-16-5                                  | 2025年1月23日                 | ISBN 978-626-02-3482-9（首刷限定版） ISBN 978-626-02-3399-0 | 佐脇凜、聖日爾曼伯爵         |
| 17   | 2024年11月1日 | ISBN 978-4-08-884259-2 | 2025年1月10日                        | ISBN 978-988-8908-38-7                                  | 2025年4月14日 2025年4月21日   | ISBN 978-626-02-4281-7（首刷限定版） ISBN 978-626-02-3672-4 | 頭間雲兒、佐脇凜             |
| 18   | 2025年1月4日  | ISBN 978-4-08-884340-7 | 2025年3月26日                        | ISBN 978-988-8908-71-4                                  | 2025年6月9日 2025年6月16日    | ISBN 978-626-02-4695-2（首刷限定版） ISBN 978-626-02-4282-4 | 賽伯6郎、頭間雲兒            |
| 19   | 2025年4月4日  | ISBN 978-4-08-884470-1 | 2025年7月18日                        | ISBN 978-988-8939-24-4（特裝版） ISBN 978-988-8939-05-3 |                               |                                                             | 聖日爾曼伯爵、賽伯6郎        |
| 20   | 2025年7月4日  | ISBN 978-4-08-884592-0 | 2025年                               | ISBN 978-988-8939-48-0                                  |                               |                                                             | 綾瀨桃、聖日爾曼伯爵         |
| 21   | 2025年10月3日 | ISBN 978-4-08-884720-7 |                                      |                                                         |                               |                                                             |                              |

## 電視動畫
2023年11月28日，宣布電視動畫化，由Science SARU製作，於2024年10月3日起在每日放送、TBS系列的「Super Animeism TURBO」時段播出。2024年6月24日，宣布於同年8月31日起，陸續在台灣、马来西亚、香港、泰國、越南、菲律賓等地舉辦全球特映，率先播出電視動畫前三集。

## 迴響
本作首兩話的閱覽次數都超過100萬次，為少年Jump+首部作品達成這個紀錄。截至2021年8月連載至第20話，全部話數的累積閱覽次數合共超過3,000萬次。根據日本娛樂新聞網站「マイナビ」統計2024年10月28日至11月10日在日本「LINE Manga」累積最多20幾歲世代讀者的漫畫排行榜，本作位列男性讀者閱讀類別的排行榜第1名和女性讀者閱讀類別的排行榜第9名。
截至2021年10月，單行本累積發行逾42萬冊。截至2022年5月，累積發行逾140萬冊。2023年3月，累積發行逾255萬冊。
本作獲得下一部漫畫大獎2021網絡漫畫類別的第2位、全國書店店員推薦漫畫2022第1位、獲選為宮脇書店主辦的Miyawaki Comic Awards（ミヤコミ）2022得獎作品之一、《這本漫畫真厲害！2022》男生篇第4位。
在2024年12月下旬公佈的「2024年日本動畫趨勢賞（日本アニメトレンド大賞2024）」得獎名單中，本作改編動畫獲頒大賞，還奪得最佳片頭曲獎。2025年，本作的動畫版在該年度日本博覽會獲頒年度最佳動畫、年度最佳動作動畫獎、年度動畫主題曲獎。

## 爭議
2024年12月，《膽大黨》在中國引發了「辱華」爭議。在漫畫第34話中，女主角綾瀨桃泡溫泉時遇到一群「鬼頭家」的大叔，其中的形象被認為與中國政治人物如習近平、胡錦濤、王歧山等人相似，這引發了一部分中國網民的不滿，並有呼籲檢舉作品的聲音。此外，第132話中還出現了一個髮型與毛澤東相似的角色，進一步激起了爭議。
這場風波雖然在部分討論區引起關注，但目前並未像《我的英雄學院》曾經的全面抵制事件那樣擴大。某些網友認為，這樣的描繪可能是作者有意為了防止中國盜版而採取的手段。事實上，這並非首次出現類似情況。過去，像《鋼之鍊金術師》的作者荒川弘，也因應中國的盜版問題，在短篇作品中用惡搞的方式處理中國歷史人物毛澤東，並在後來的訪談中公開表示，這樣做是為了讓該國對盜版行為有所顧慮。至於《膽大黨》是否真有這一意圖，目前尚無確定證據，但在中國網絡上，仍有部分人認為這樣的形象設計過於敏感。

## 備註
參考

## 外部連結
- 漫畫連載網站 - 少年Jump+ （日語）